# Düdjom Lingpa
Düdjom Lingpa (tib.: bdud 'joms gling pa; * 1835 in Golog; † 1904) war ein bedeutender Lama und Linienhalter der Nyingma-Schule des tibetischen Buddhismus. Nach der Überlieferung gilt er als Inkarnation von Sariputra, Buddhas bedeutendstem Schüler, dem Mahasiddha Saraha, dem Meister Krsnadhara und dem Mahasiddha Humkara. In Tibet soll er unter anderem im 8. Jahrhundert als Khyechung Lotsawa, einem Schüler Guru Rinpoches inkarniert gewesen sein. Düdjom Lingpa war ein Meditationsmeister und Visionär und zudem ein Schatzfinder von Guru Rinpoches im 8. Jahrhundert versteckten spirituellen Schätzen, darunter der nach ihm benannte Praxiszyklus „Düdjom Tersar“ (tib.: bdud 'joms gter gsar). 
Als seine bedeutendste Inkarnation gilt Düdjom Rinpoche (1904–1987), erstes „offizielles Oberhaupt der Nyingma-Schule“. Als weitere Inkarnation galt unter anderem Chime Rigdzin (1922–2002).